# Палацоло Акрејде
Палацоло Акрејде (итал. Palazzolo Acreide) је насеље у Италији у округу Сиракуза, региону Сицилија.
Према процени из 2011. у насељу је живело 8357 становника. Насеље се налази на надморској висини од 668 м.

## Становништво
Према резултатима пописа становништва 2011. у општини је живело 9.091 становника.
| 1931.  | 1936.  | 1951.  | 1961.  | 1971. | 1981. | 1991. | 2001. | 2011. |
| ------ | ------ | ------ | ------ | ----- | ----- | ----- | ----- | ----- |
| 16.602 | 11.584 | 12.280 | 11.024 | 9.110 | 9.288 | 9.097 | 9.109 | 9.091 |

## Партнерски градови
- Фрата Полезине